# 中国共産党全国代表大会

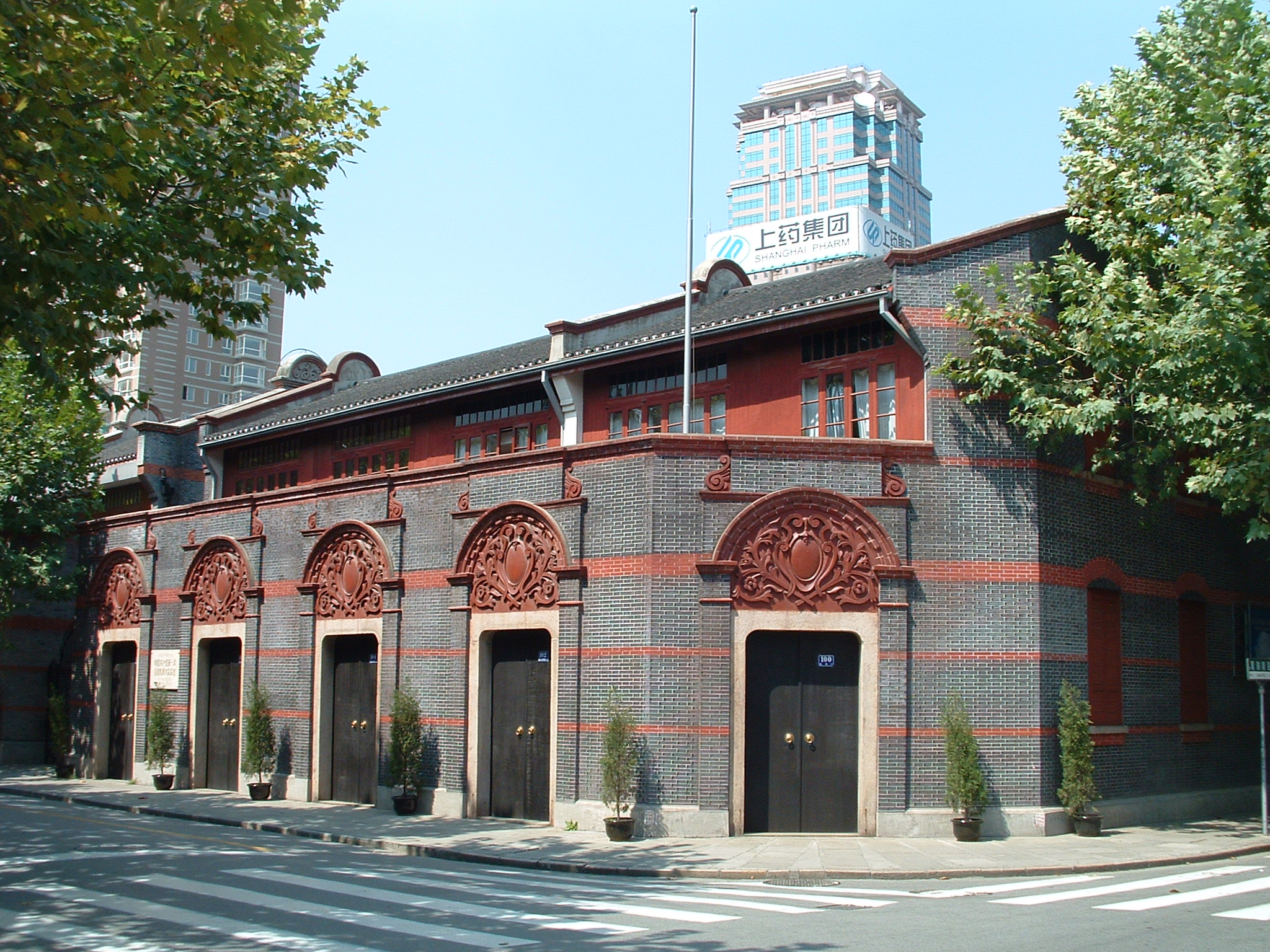
第一回全国代表大会の会場となった旧李漢俊宅（左から2番目の扉）

中国共産党全国代表大会（ちゅうごくきょうさんとうぜんこくだいひょうたいかい、英語: National Congress of the Chinese Communist Party、略:NCCCP）は、中国共産党の最高機関。中華人民共和国の政治は中国共産党が指導するため、事実上中華人民共和国の最高指導機関でもある。略称は中共党大会（ちゅうきょうとうたいかい）あるいは党大会。この大会で決められることは、重大問題の討論と決議、党規約の修正、中央委員会、中央紀律検査委員会メンバーの選挙である。

## 開催頻度及び中央委員会、中全会との関係
中共党大会は5年に1回、1週間ほど開催される。規則上は、中央委員会あるいは省級党委員会の3分の1以上の要求があれば5年よりも早く開催され、又、非常事態を除いては延期は禁止されている。ただし、毛沢東の死後から現在（2012年）までは、5年毎に定期的に行われている。
中央委員会（略称「中共中央」、「党中央」）の委員と候補委員は、中共党大会で選挙される。委員や候補委員になるには5年以上の党歴が必要である。委員に欠員が出ると、候補委員から得票の多い順に補填される。委員に立候補するためには、党組織の推薦が必要である。推薦された者が多い場合には、予備選挙を行うこともある。
中共党大会と中共党大会の間の5年間は、中央委員会（さらにその一部の中央政治局、さらにその一部である常務委員会）が権限を持つ。中央委員会は、中共党大会と同じ番号で呼ばれる。例えば中国共産党第十七次全国代表大会（十七大）で選ばれた中央委員会は、第十七届中央委員会と呼ばれる。毎年最低1度、中央委員会全体会議（中全会）が開催される。中全会の番号は、中共党大会直後を第一次として数える。例えば十七大直後に開かれた中全会は第十七届中央委員会第一次全体会議（一中全会）と呼ばれる。（なお日本では「次」「届」を「回」「期」などと訳すこともある。例えば「中共第十七回全体会議」「中共第十七期一中全会」など。）

## 全人代、地方党大会との関係
中国共産党全国代表大会は党の最高機関であり、国家の最高機関である全国人民代表大会（全人代）とは別物である。全人代は共産党員でなくとも選ばれることがあるが、中共党大会よりも権限が小さく、中国共産党の提案を否決することは無い。2008年現在、中国のナンバー1は党機関トップの党総書記、ナンバー2は国家機関トップの全人代常務委員長、ナンバー3は行政機関トップの国務院総理と見られている。
一方、中国共産党地方各級代表大会、略称「省（市、区、県）党大会」とそこで選挙される委員会（中国共産党地方各級委員会、略称党委）は、地方の指導機関である。各級委員会の選挙は無記名で行われる。各級委員会は実施した政策を、所属する地方各級大会に報告する義務を負う。省、自治区、直轄市、地級市、自治州の委員会は任期5年で、委員と委員候補には5年以上の党歴が必要である。県、旗、自治県、県級市の委員会は任期5年で、委員と委員候補には3年以上の党歴が必要である。ただし地方各級大会は必ずしも定期には行われないため、委員会の任期もまちまちである。中国共産党地方各級委員会全体会議は、年に少なくとも2度開かれる。地方各級委員会は上級党組織の指示あるいは地方各級大会の決議事項を実施し、地方の政策を指導し、上級の党委員会にその成果を報告する義務を負う。党の地方各級委員会全体会議は、常務委員会、書記、副書記を選挙し、その結果を上級の党委員会に報告する。
中国共産党の組織原則は民主集中制であり、各党員は党組織に服従し、少数派は多数派に服従し、下級組織は上級組織に服従し、党の各組織と党員は党全国代表大会と中央委員会に服従する義務を負う(党規約第十条)。もし上級組織の指示が下級組織の実情に合わない場合は、指示の訂正を要求することができる。もっとも、上級組織が指示を変えない場合には、下級組織はその指示に従わなければならず、不満を表明することも許されない。ただし、上級組織の再決定に納得できない場合には、さらに上の組織に報告することができる。下級組織が新しい組織を設けたり、組織を廃止したりする場合には、上級組織の承諾が必要である。
ただし、全国に影響する重大な政策問題に関しては、党中央のみに決定権がある。

## 中国共産党の党指導組織
- 中国共産党中央委員会（党中央）
  - 中国共産党中央委員会総書記
  - 中国共産党中央政治局
    - 中国共産党中央政治局常務委員会

  - 中国共産党中央書記処
  - 中国共産党中央軍事委員会
- 中国共産党中央紀律検査委員会

## 過去の全国代表大会
1. 1921年、第一回全国代表大会
2. 1922年、第二回全国代表大会
3. 1923年、第三回全国代表大会
4. 1925年、第四回全国代表大会
5. 1927年、第五回全国代表大会
6. 1928年、第六回全国代表大会
7. 1945年、第七回全国代表大会
8. 1956年、第八回全国代表大会
9. 1969年、第九回全国代表大会
10. 1973年、第十回全国代表大会
11. 1977年、第十一回全国代表大会
12. 1982年、第十二回全国代表大会
13. 1987年、第十三回全国代表大会
14. 1992年、第十四回全国代表大会
15. 1997年、第十五回全国代表大会
16. 2002年、第十六回全国代表大会
17. 2007年、第十七回全国代表大会
18. 2012年、第十八回全国代表大会
19. 2017年、第十九回全国代表大会
20. 2022年、第二十回全国代表大会